# جويس غوردون
جويس غوردون (بالإنجليزية: Joyce Gordon)‏ هي ممثلة أمريكية، ولدت في 25 مارس 1929 في دي موين في الولايات المتحدة، وتوفيت في 28 فبراير 2020.